# Primarosa Battistella
Primarosa Battistella (Milano, 16 novembre 1933) è un'attrice italiana, coinvolta nella vicenda relativa allo scandalo IMI-SIR.

## Biografia
Milanese, inizia la carriera teatrale nel primo dopoguerra, recitando tra l'altro nel 1948 con Erminio Macario in Oklabama, di Mario Amendola e Ruggero Maccari e nel 1949 sempre con Erminio Macario in La bisbetica...sognata!, di Enrico Bassano e Bel Ami. Nel settembre 1949 lavora come ballerina con Enza Soldi nella rivista Quo vadis, con Wanda Osiris, Gianni Agus, Fausto Tommei, Tino Scotti e Ugo Tognazzi, che viene trasmessa in televisione in uno dei primi programmi Nei primi anni cinquanta ha preso parte ad alcune pellicole interpretate da Totò e Walter Chiari: tra i suoi film Un turco napoletano del 1953 di Mario Mattoli.
Nel film Totò e le donne appare in una scena che viene censurata, in cui lei ed altre concorrenti si fanno convincere ad alzare la gonna. Si dedica anche al teatro, lavorando tra l'altro in Il rosso e il nero di Oreste Biancoli, Marcello Ciorciolini e Riccardo Mantoni nel 1954 (lavorando con Nilla Pizzi, Corrado Mantoni e Oreste Lionello) e in La granduchessa e i camerieri nel 1956 con Ernesto Bonino, Diana Dei, Gino Bramieri ed Alba Arnova. Torna in televisione nel 1954 con La signora Rosa, di Sabatino Lopez, adattato da Saverio Vertone, con regia di Anton Giulio Maiano. Lascia il mondo del cinema dopo aver sposato l'imprenditore Nino Rovelli, da cui ha quattro figli, Angelo, Felice, Oscar e Rita.

### La vicenda IMI-SIR
Primarosa Battistella rimase coinvolta nella vicenda relativa allo scandalo IMI-SIR; Dopo 4 anni dalla morte del marito Nino Rovelli nel 1994 il Tribunale di Roma decise che il gruppo finanziario-industriale SIR era fallito per colpa dell'IMI e che agli eredi (Primarosa Battistella e figli) spettava un risarcimento liquidato in 1.000 miliardi di lire. Successivamente la magistratura penale rilevò gravi irregolarità nelle sentenze; Primarosa Battistella, dapprima imputata è stata infine assolta al termine del processo, ma la somma percepita, che, sulla base di sentenze dall'iter molto complesso, avrebbe dovuto essere rimborsata, non è stata più rintracciata. Nel 2007 parte di questo tesoro è stata individuata dal magistrato di Monza Walter Mapelli (1958-2019).

## Filmografia parziale
- Vendetta... sarda, regia di Mario Mattoli (1951)
- Totò e le donne, regia di Mario Monicelli e Steno (1952)
- Totò a colori, regia di Steno (1952)
- Un turco napoletano, regia di Mario Mattoli (1953)
- La signora Rosa, regia di Anton Giulio Maiano (1954)